# فريتز لينز
فريتز لينز (بالألمانية: Fritz Lenz)‏ هو عالم وراثة ألماني، ولد في 9 مارس 1887 في Redło, Goleniów County ‏ في بولندا، وتوفي في 6 يوليو 1976 في غوتينغن في ألمانيا.

## وصلات خارجية
- فريتز لينز على موقع مونزينجر (الألمانية)